# Bardiani CSF/2016
Deze pagina geeft een overzicht van de Bardiani CSF-wielerploeg in 2016.

## Algemene gegevens
Algemeen manager: Roberto Reverberi
Ploegleider: Roberto Reverberi, Bruno Reverberi, Claudio Cucinotta, Stefano Zannata
Fietsmerk: Cipollini
Kopman: Francesco Manuel Bongiorno

## Transfers
| Inkomend       | Team 2015                        | Uitgaand         | Team 2016          |
| -------------- | -------------------------------- | ---------------- | ------------------ |
| Lorenzo Rota   | Unieuro Wilier                   | Enrico Battaglin | Team LottoNL-Jumbo |
| Simone Velasco | G.S. Zalf-Euromobil-Désirée-Fior | Andrea Piechele  | Gestopt            |
| Mirco Maestri  | General Store Bottoli Zardini    | Andrea Manfredi  | Onbekend           |
| Giulio Ciccone | Team Colpack                     |                  |                    |

## Renners
| Naam                       | Geboortedatum | Nationaliteit | Ploeg 2015                       |
| -------------------------- | ------------- | ------------- | -------------------------------- |
| Simone Andreetta           | 30-08-1993    | Italië        |                                  |
| Enrico Barbin              | 04-03-1990    | Italië        |                                  |
| Nicola Boem                | 27-09-1989    | Italië        |                                  |
| Francesco Manuel Bongiorno | 01-09-1990    | Italië        |                                  |
| Luca Chirico               | 16-07-1992    | Italië        |                                  |
| Giulio Ciccone             | 20-12-1994    | Italië        | Team Colpack                     |
| Sonny Colbrelli            | 14-05-1990    | Italië        |                                  |
| Mirco Maestri              | 26-10-1991    | Italië        | General Store Bottoli Zardini    |
| Stefano Pirazzi            | 11-03-1987    | Italië        |                                  |
| Lorenzo Rota               | 23-05-1995    | Italië        | Unieuro Wilier                   |
| Nicola Ruffoni             | 14-12-1990    | Italië        |                                  |
| Paolo Simion               | 10-10-1992    | Italië        |                                  |
| Luca Sterbini              | 12-11-1992    | Italië        |                                  |
| Simone Sterbini            | 11-12-1993    | Italië        |                                  |
| Alessandro Tonelli         | 29-05-1992    | Italië        |                                  |
| Simone Velasco             | 02-12-1995    | Italië        | G.S. Zalf-Euromobil-Désirée-Fior |
| Edoardo Zardini            | 02-11-1989    | Italië        |                                  |

## Overwinningen
GP Lugano
Winnaar: Sonny Colbrelli
Internationale Wielerweek
4e etappe: Stefano Pirazzi
Ronde van Italië
10e etappe: Giulio Ciccone
Ronde van Oostenrijk
1e etappe: Nicola Ruffoni
5e etappe: Simone Sterbini
6e etappe: Nicola Ruffoni
Ronde van de Limousin
3e etappe: Sonny Colbrelli
4e etappe: Sonny Colbrelli
Ronde van Poitou-Charentes
5e etappe: Sonny Colbrelli
Coppa Agostoni
Winnaar: Sonny Colbrelli
Coppa Sabatini
Winnaar: Sonny Colbrelli
GP Bruno Beghelli
Winnaar: Nicola Ruffoni
Ronde van de Drie Valleien
Winnaar: Sonny Colbrelli
2000 · 2001 · 2002 · 2003 · 2004 · 2005 · 2006 · 2007 · 2008 · 2009 · 2010 · 2011 · 2012 · 2013 · 2014 · 2015 · 2016 · 2017 · 2018 · 2019 · 2020 · 2021 · 2022 · 2023 · 2024 · 2025